# Trigomphus yunnanensis
Trigomphus yunnanensis är en trollsländeart som beskrevs av Zhou och Wu 1992. Trigomphus yunnanensis ingår i släktet Trigomphus och familjen flodtrollsländor. Inga underarter finns listade i Catalogue of Life.